# 刘梅村 (吕剧编导)
刘梅村（1914年—1977年），原名刘家魁，男，山东济阳人，中国吕剧作家、导演，山东省吕剧团原团长。